# وال دو سن

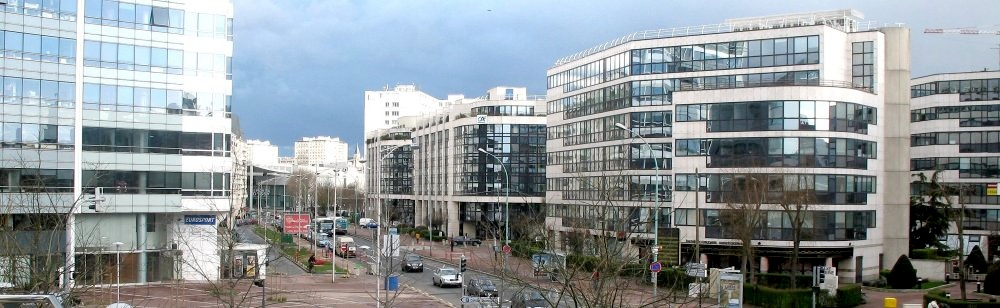
نمایی از محله وال دو سن از ایستگاه قطار شهری پاریس

وال دو سن (به فرانسوی: Val de Seine): یکی از مراکز مهم تجاری اقتصادی حومه پاریس است. این محله در جنوب غربی پاریس و در خم رود سن واقع است. این محله جزو شهرداری‌های بولوین - بیانکو، اسی - لمولینو و منطقه ۱۵ پاریس محسوب می‌شود. این محله در قرن بیستم و به‌ویژه در دهه ۸۰ میلادی مقصد بسیاری از صنایع پاریس واقع شد.
وال دو سن میزبان دفاتر مرکزی شبکه‌های تلویزیونی اصلی فرانسه و اروپا است که از آن جمله می‌توان به مجموعه‌های رسانه‌ای TF1, TPS، تلویزیون ملی فرانسه (France Television)، آرته (Arte)، کانال پلوس (Canal+)، یورو اسپورت (Eurosport) و فرانسه ۲۴ (France ۲۴) اشاره کرد.
همچنین شرکت‌های بزرگ ارتباطات و IT مانند Neuf Cegetel و دفتر اروپا، آفریقا و خاورمیانه شرکت مایکروسافت در این منطقه قرار دارند.